# Нарымский сквер
Нарымский сквер — сквер в Железнодорожном районе Новосибирска, расположенный между улицами Нарымской, 1905 года и Советской (с западной, северной и восточной сторон соответственно). С южной стороны к скверу примыкают здание цирка и территория Вознесенского кафедрального собора.

## Учреждения
На территории сквера расположено историческое здание начала XX века, которое занимают (по состоянию на 2015 год) несколько организаций: Новый сибирский институт, центр дополнительного образования «Алые паруса» и клуб любителей кошек «КЭТ». Также в сквере находится корт городского теннисного клуба «Нарымский сквер». Окружают сквер здание Новосибирского цирка с ресторанами и кафе, Вознесенский кафедральный собор и здание бывшего городского училища, построенное в 1906 году по проекту архитектора А. Крячкова на пересечении Советской улицы и улицы 1905 года.

## История
Сквер возник при строительстве здания Цирка в 1970-х годах вместо частного сектора. На освобожденной от строений территории был разбит парк, который получил свое название от прилегающей Нарымской улицы. Долгое время в нём проводились праздники урожая, каждый район имел на территории парка свой павильон, в которых демонстрировались достижения садоводов. В парке проводились общественные праздники в том числе молодёжной региональной газеты «Молодость Сибири». В 1990-е годы павильоны сильно обветшали и были снесены. Сквер — излюбленное место отдыха горожан.
В 2004 году мэрия договорилась с московской компанией «РГС Недвижимость» о строительстве возле сквера 16-этажного комплекса с бизнес-центром и гостиницей. Летом 2006 года эта компания вложила средства на реконструкцию сквера: были посажены новые деревья, установлены бордюры, появились новые фонари, музыкальный фонтан с подсветкой и т. д. В 2007 году новосибирский мэр Владимир Городецкий поменял границы Нарымского сквера со стороны улицы 1905 года и тем самым уменьшил его территорию, а уже 14 мая передал участок под строительство. В июне 2007 года депутаты горсовета утвердили территорию в качестве деловой подзоны с возможностью постройки офисных зданий. Однако прокуратура по поводу строительства бизнес-центра в отношении мэрии подала иск, после чего суд Центрального района Новосибирска предписал приостановить постройку нового объекта.
В октябре 2007 года на спорном участке вырубили около 100 деревьев. 6 мая 2008 года возмущенные вырубкой деревьев жители вышли на несанкционированный митинг и перекрыли Нарымскую улицу, в результате чего против трёх участников протестной акции было возбуждено уголовное дело.
В 2010 году состоялся митинг-концерт, на мероприятии присутствовали участники «Защитим Нарымский сквер», которые во время акции собрали около 230 подписей в защиту Нарымского сквера.

## Памятники
- Памятник жертвам политических репрессий
- Памятник Святым благоверным князю Петру и княгине Февронии Муромским
- Памятник жертвам радиационных катастроф, аварий и испытаний ядерного оружия